# Ланделл, Сайрус Лонгуэрт
Са́йрус Ло́нгуэрт Ла́нделл (англ. Cyrus Longworth Lundell; 1907—1994) — американский ботаник и археолог.

## Биография
Сайрус Ланделл родился в Остине 5 ноября 1907 года. Учился в Южном методистском университете в Далласе, в 1932 году получил степень бакалавра искусств. С 1928 года работал ассистентом-физиологом в Исследовательской организации тропических растений в Вашингтоне. Отправился в Британский Гондурас (современный Белиз) для экспериментирования с саподиллой, используемой для изготовления жвательных резинок.
В декабре 1932 года Ланделл с воздуха обнаружил древний город Майя, впоследствии названный им Калакмулем, «городом двух соседних пирамид». С 1932 по 1936 он работал ассистентом в Ботаническом саду Энн-Арбора, в 1936 году стал доктором философии Мичиганского университета и был назначен ассистентом куратора. С 1933 по 1944 Ланделл неоднократно путешествовал по Центральной Америке при поддержке Института Карнеги и Мичинанского университета. Впоследствии он обнаружил ещё 15 памятников культуры Майя. До 1944 года Сайрус Ланделл работал куратором цветковых растений Мичиганского университета.
В 1944 году Ланделл переехал в Даллас, последующие четыре года преподавал в Южном методистском университете. С 1946 по 1972 он работал в Техасской исследовательской организации в Реннере (районе Далласа).
Сайрус Лонгуэрт был основателем ботанического журнала Wrightia. Также он был основным автором монографии Flora of Texas. Всего он дал названия свыше 2000 новых видов растений.
В 1981 году Ланделл был удостоен высшей государственной награды Гватемалы — Ордена Кетцаля.
28 марта 1994 года Сайрус Лонгуэрт Ланделл скончался.

## Некоторые научные публикации
- Lundell, C.L. The vegetation of Petén. — 1937. — 244 p., 39 pl.
- Lundell, C.L. Flora of Texas. — 1942—1966.
- Lundell, C.L. The genus Parathesis of the Myrsinacae. — 1966. — 206 p.

## Роды растений, названные в честь С. Л. Ланделла
- Lundellia Leonard, 1959 [= Holographis Nees, 1847]
- Lundellianthus H.Rob., 1978